# Tmesisternus trivittatus
Tmesisternus trivittatus es una especie de escarabajo del género Tmesisternus, familia Cerambycidae. Fue descrita científicamente por Guerin-Meneville en 1832.
Habita en Papúa Nueva Guinea.